# Sokoł Krasnojarsk
Sokoł Krasnojarsk (ros. Сокол Красноярск) – rosyjski klub hokeja na lodzie z siedzibą w Krasnojarsku.

## Historia
Od 2011 występuje w rozgrywkach WHL.
Drużyną stowarzyszoną zostały Krasnojarskie Rysi występujące od 2011 w juniorskich rozgrywkach MHL-B (potem NMHL), a od 2018 w seniorskich WHL-B.
W 2013 Sokoł został klubem farmerskim dla Spartaka Moskwa.
Od marca 2013 do marca 2015 szkoleniowcem Sokoła był Andriej Martiemjanow. W maju 2015 trenerami klubu zostali Ukraińcy Ołeksandr Hodyniuk (I trener) i Ihor Czybiriew (asystent)
Na początku września 2022 ogłoszono, że nowym został prezydentem klubu został wychowanek klubu Aleksandr Siomin. W połowie 2023 do sztabu wszedł Anatolij Jemielin.

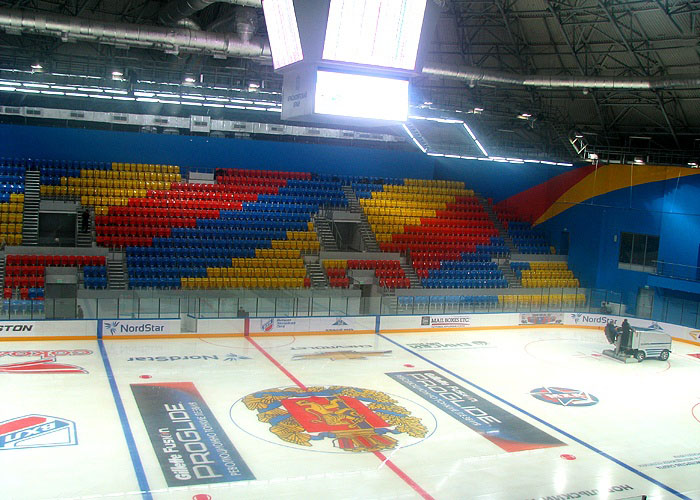
Lodowisko klubu

## Zawodnicy
Wychowankami klubu są m.in. Aleksandr Siomin, Ilja Fiedin, Aleksandr Sudnicyn.

## Sukcesy
- Finał o Puchar Pietrowa: 2023
- Srebrny medal WHL: 2023